# Menemerus animatus
Menemerus animatus là một loài nhện trong họ Salticidae.
Loài này thuộc chi Menemerus. Menemerus animatus được Octavius Pickard-Cambridge miêu tả năm 1876.